# Аноректални апсцес
Аноректални или перианални апсцес локализовано је гнојно запаљење аналног предела, завршног дела цревног тракта, са коначним отвором правог црева  (лат. rectum intestinum) или ректума. Најчешће се јавља спорадично, али постоје неке болести стања код којих се јавља нешто чешће, као што су шећерна болест, Кронова болест, употреба кортикостероида, туберкулоза.
Уколико се не лечи правовремено и адекватно, могуће су веома озбиљне компликације попут ширења запаљенског процеса на друге органе, генерализована инфекција (сепса), стварање фистула.

## Алтернативни називи
Анални апсцес - Ректални апсцес - Периректални апсцес - Перианални апсцес - Апсцес жлезде - Аноректални апсцес.

## Епидемиологија
Аноректални апсцес је један од најчешћих аноректалних поремећаја који се сусрећу у медицинској пракси.
Полне и старосне разлике
Болест се чешће јавља код мушкараца него код жена, са врхунском инциденцом код особа средњег узрастан (између 30 и 40 година старости).

## Етиологија
Формирање апсцеса је резултат инфекције жлезда које окружују анални канал. У нормалним условима ове жлезде луче слуз у анални канал што олакшава дефекацију. Ако фекални материјал случајно дође у контакт са унутрашњошћу жлезде, он се може инфицирати и изазвати формирање гнојне колекције или апсцес. Стања које олакшавају ову инфекцију су
- пролапс хемороида,
- анална фисура,
- трауматске повреде аноректалног предела,
- сексуално преносива инфекција,
- криптогландуларне промене.
- цревни поремећаји а као што су Кронова болест или дивертикулитис, који могу биити узрок дубоких ректалних апсцеса.

### Предиспонирајући фактори
- анални секс,
- хемотерапијски лекови који се користе за лечење рака,
- шећерна болест,
- инфламаторна болест црева (Кронова болест и улцерозни колитис),
- употреба кортикостероидних лекова,
- ослабљен имуни систем (као што је ХИВ/АИДС).
- код одојчади и мале деце која су још увек у пеленама и која имају историју аналних фисура.

## Класификација
Перианални апсцеси се класификују према њиховој анатомској локацији на:
- Интерсфинктерични апсцес - који је најчешћи, а локализован је између два сфинктера, са секундарним отвором најчешче у перианалној кожи. Постоје и случајеви у којима овај апсцес може бити повезан високим слепим трактом, или се може отворити у доњем делу ректума, са или без перианалног отвора.
- Транссфинктерични апсцес - или врста фистула, која пролази кроз спољашњи сфинктер, било на ниском или високом нивоу, без захватања пуборекталног мишића.
- Супрасфинктерична апсцес - код кога као и код транссфинктеричног апсцеса претходи фистула, која почиње на пектинеалној линији, али у овом случају она се уздиже и пролази преко пуборекталног мишића, да би се коначно спустила кроз исхиоректалну фосу све до перианалне коже.
- Екстрасфинктерични апсцес - врсте фистула, чија путања иде од перианалне или перинеалне коже, преко исхиоректалне јаме и мишића леватор ануса, да би коначно доспела у лумен ректума.

## Клиничка слика
Клиничка слика најчешће настаја веома нагло, а симптоми су:
- бол у аналном пределу при ходу, стајању, али и у миру
- опстипација (затвор)

- повишена телесна температура, грозница, дрхтавица

- појава секрета, жућкасто-браонкасте боје у аналном пределу

- губитак апетита

- малаксалост, главобоља и други општи симптоми.

Код одојчади, апсцес се често појављује као отечена, црвена, осетљива квржица на ивици ануса. Беба може бити нервозна и раздражљива због нелагодности., и обично нема других симптома.

## Дијагноза
Дијагноза аноректалног апсцеса се поставља на основу клиничке слике и објективног прегледа. 
У зависности од локализације процеса, може се ради се амбулантно аноскопија од стране хирурга-проктолога. У случајевима дуготрајних, дубоких апсцеса, користе се радиолођка снимања (скенер, магнетна резонанца и трансрекатлни ултразвук).
Пожељно је урадити културу патогена, како би се ординирао адекватан антибиотик у каснијем процесу лечења.

## Терапија
Иако је примарна терапија антибиотска, проблем ретко нестаје сам од тога већ је најчешће неопходно да се комбинује са хируршким лечењем. Оперативно лечење укључује методе отварања и дренаже апсцеса, у спиналној или општој анестезији. Операција је најчешће амбулантна, а пацијент након тога кући иде истог дана. Хирург након што отвори апсцес и дренира гној у апсцесну шуплјину убацује дрен да би рез остао отворен и наставио да се дренирао, или понекад целу шупљину апсцеса пуни газом. После операције, могу се применити топле седеће купке (седење у кади са топлом водом), што ублажава болови и смањеује оток аноректалног предел.. 
Дренирани апсцеси се обично остављају отвореним и нису потребни шавови, а према потреби прописују се лекове против болова и антибиотици.
Како избегавање затвора помаже у смањењу болова унос течности и једење хране са пуно влакана у том смислу може бити од помоћи.

## Прогноза
Прогноза након конзервативног и оперативног лечења је углавном веома добра, посебно код одојчади и мали деце која се обично брзо опорављају.

## Компликације
Компликације аноректалног апсцеса могу укључивати:
- аналну фистулу (ненормална веза између ануса и друге структуре),
- инфекција која се шири у крв (сепса),
- наставак бола,
- проблем се стално враћа (понавља или рецидивира).

## Превенција
Превенција или брзо лечење полно преносивих болести може спречити настанак аноректалног апсцеса. У том цињу требало би користити кондоме током сексуалног односа, укључујући анални секс, да би се спречилетакве инфекције.
Код одојчади и мале деце, честе промене пелена и правилно одржавање хигијен током промене пелена може помоћи у спречавању аналних фисура и апсцеса.